# یولبا
یولبا (به انگلیسی: Yuleba) یک شهرک در استرالیا است که در کوئینزلند واقع شده‌است.